# Robiola di Roccaverano
La Robiola di Roccaverano est un fromage italien fabriqué dans la région des Langhe, à cheval sur les provinces d'Asti et d'Alexandrie dans le Piémont. Il tire son nom du village de Roccaverano, et de robiola, nom générique désignant un type de fromage à pâte molle et peu affiné, typique du nord de l'Italie. Fabriquée à partir d'un mélange de laits crus de chèvre, vache et brebis, la robiola di Roccaverano bénéficie d'une appellation d'origine protégée depuis 1996.

## Description
Les fromages se présentent sous la forme de galets de 2.5 à 4 cm d'épaisseur et dont les faces ont un diamètre de 10 à 14 cm. Chaque fromage pèse entre 250 et 400 g. La Robiola de Roccaverano contient à peu près 40 % de matière grasse et 35 % de protéines, il doit aussi contenir au minimum 3 % de cendres (ces trois proportions sont données sur extrait sec). 
Sa pâte est molle et blanche au goût subtil, légèrement acidulé. Il ne présente pas nécessairement de croûte lorsqu'il est peu affiné (10 jours ou moins), mais plus affiné, il se recouvre d'une fine couche de moisissure qui peut être de couleur légèrement rougeâtre.

## Fabrication
La Robiola de Roccaverano est produite toute l'année à partir d'un mélange de laits crus de chèvre, vache et brebis, provenant de 19 communes des Langhe. Les chèvres doivent être de race Roccaverano, Camosciata Alpina (it) ou issues du croisement de ces deux races ; les vaches de race Piemontese, Bruna Alpina ou de leurs croisements et les brebis doivent être de race Pecora delle Langhe (it). La teneur en lait de chèvre doit être d'au moins 50%.
L'affinage dure au minimum 3 jours,.

## Utilisation et conservation
La robiola di Roccaverano se conserve au frais une ou deux semaines, idéalement au réfrigérateur. Afin que le fromage puisse respirer, il est préférable de ne pas l'emballer dans du plastique ou dans un récipient en verre. Il est aussi possible de le conserver immergé dans de l'huile, comme cela se faisait traditionnellement. 
La robiola di Roccaverano se consomme en tant que fromage de table : nature, ou assaisonnée avec un peu d'huile d'olive, de poivre ou même de piment. 
Ce fromage est aussi utilisé en cuisine dans des plats classiques du Piémont tels que le risotto robiola ou les aglio robiola spaghetti.